# Буруновский сельсовет
Буруновский сельсовет — муниципальное образование в Гафурийском районе Башкортостана.

## История
Согласно «Закону о границах, статусе и административных центрах муниципальных образований в Республике Башкортостан» имеет статус сельского поселения.

## Население
| 2002 | 2009 | 2010 | 2012 | 2013 | 2014 | 2015 |
| ---- | ---- | ---- | ---- | ---- | ---- | ---- |
| 545  | ↘506 | ↘467 | ↘453 | ↗470 | ↘468 | ↘466 |
| 2016 | 2017 |      |      |      |      |      |
| ↘452 | ↘448 |      |      |      |      |      |

## Состав сельского поселения
| № | Населённый пункт | Тип населённого пункта       | Население |
| - | ---------------- | ---------------------------- | --------- |
| 1 | Буруновка        | село, административный центр | ↘258      |
| 2 | Базиково         | деревня                      | ↘206      |
| 3 | Петропавловка    | деревня                      | →3        |